# Красилов, Алексей Александрович
Алексе́й Алекса́ндрович Краси́лов (22 марта 1929, Яранский уезд, Нижегородская область — 1 августа 1992, Йошкар-Ола, Марийская ССР) — передовик советской оборонной промышленности, фрезеровщик Марийского машиностроительного завода Министерства радиопромышленности СССР (Йошкар-Ола), Герой Социалистического Труда (1971).

## Биография
Родился в 1929 году в деревне Малый Юхтунур. Окончил 7 классов средней школы.
С 1947 года начал трудовую деятельность фрезеровщиком на Марийском машиностроительном Заводе № 297. Активный новатор и рационализатор, имел 10 авторских свидетельств и личное клеймо качества.
Закрытым Указом Президиума Верховного Совета СССР от 26 апреля 1971 года за выдающиеся заслуги при выполнении плана пятилетки и создании новой техники Алексею Александровичу Красилову было присвоено звание Героя Социалистического Труда с вручением ордена Ленина и медали «Серп и Молот».
С 1985 по 1990 годы являлся депутатом Верховного Совета Марийской АССР.
В 1991 году вышел на заслуженный отдых.
Последние годы жизни проживал в городе Йошкар-Ола. Умер 1 августа 1992 года.

## Награды и звания
- золотая звезда «Серп и Молот» (26.04.1971)
- орден Ленина (26.04.1971)
- другие медали
- Почётный гражданин Йошкар-Олы

## Память
На здании Марийского машиностроительного завода, по адресу улица Суворова, дом 15, установлена мемориальная доска.

## Комментарии
1. ↑  Деревня Малый Юхтунур, относившаяся к Яранской волости Яранского уезда, в последующем входила в состав Березниковского сельсовета Салобелякского района; не сохранилась, ныне — территория Яранского района Кировской области[1].